# Pharaphodius argutus
Pharaphodius argutus är en skalbaggsart som beskrevs av Schmidt 1911. Pharaphodius argutus ingår i släktet Pharaphodius och familjen Aphodiidae. Inga underarter finns listade i Catalogue of Life.